# Trichaeta biplagiata
Trichaeta biplagiata là một loài bướm đêm thuộc phân họ Arctiinae, họ Erebidae.